# Okami Kei

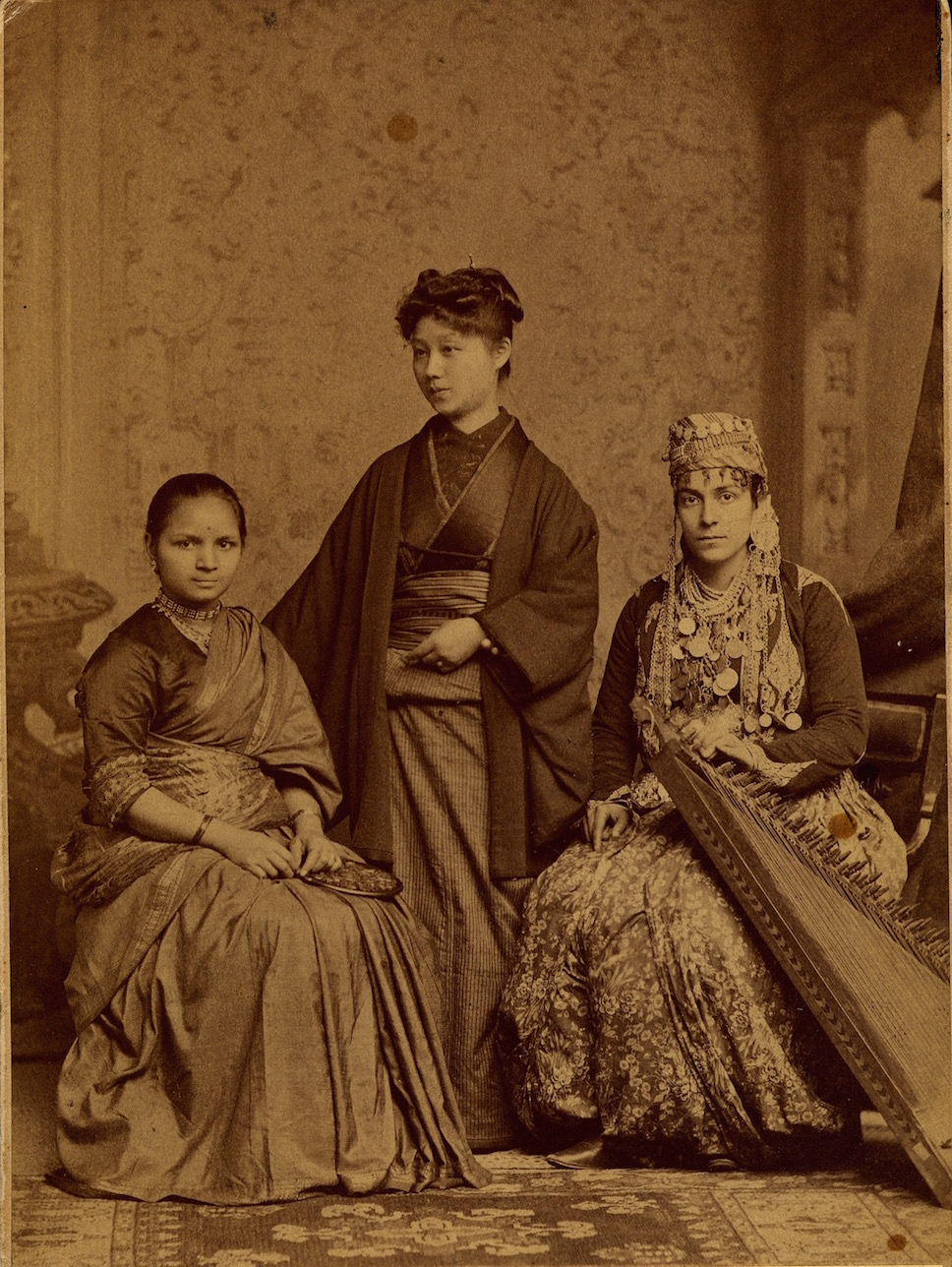
Kei Okami (Mitte) zusammen mit Anandi Gopal Joshi aus Indien (links) und Sabat Islambouli aus Syrien (rechts).

Okami Kei (japanisch 岡見 京, wirklicher Name: Nishida Keiko 西田 京子; geboren 11. September 1859 im Morioka-han (Präfektur Aomori); gestorben 2. September 1941)  war die erste japanische Frau, die in den Vereinigten Staaten ein Medizinstudium absolvierte und sich als Ärztin qualifizierte.

## Leben und Schaffen
Kei wurde als Tochter des Kaufmanns Kyōhei Nishida im Morioka-han geboren. Ihre Mutter Miyo entstammte dem Schwert-Adel; der Vater von Miyo war ein Samurai des Mizuno-Klans in der Präfektur Iwate. Sie besuchte die Mädchenoberschule Kyoritsu in Yokohama und unterrichtete ab 1881 an der Sakurai-Mädchenschule Englisch. 1884 heiratete sie den Kunstlehrer Senkichirō Okami und reiste mit ihm nach Amerika, da ihr Mann in Michigan an einer Hochschule für Landwirtschaft studieren wollte. Unterstützt von der Women's Foreign Missionary Society der Presbyterianischen Kirche, studierte Kei Okami an der Medizinhochschule für Frauen in Pennsylvania Medizin. Zu diesem Zeitpunkt leitete Rachel Bodley die Medizinhochschule. Sie schloss ihr Studium vier Jahre später, 1889 zusammen mit Susan La Flesche Picotte ab und war damit die erste Japanerin, die einen Abschluss in westlicher Medizin an einer westlichen Universität erhielt.
Nach ihrer Rückkehr nach Japan arbeitete sie auf Einladung von Kanehiro Takaki am Krankenhaus Jikei (heute: Jikei University School of Medicine) in der Abteilung für Gynäkologie  und Geburtshilfe. Sie kündigte ihre Arbeit, da der Meiji-Tennō eine Behandlung ablehnte, weil sie eine Frau war. Daraufhin eröffnete sie 1892 ihre eigene medizinische Einrichtung Eiseien (衛生園, etwa: „Einrichtung für Gesundheitspflege“) in Akasaka Tameike, Minato, wo sie als Gynäkologin arbeitete und Tuberkulosepatientinnen behandelte. Inspiriert hatte sie die Presbyterin Mary T. True (1840–1895).
1897 eröffnete sie mit einer Partnerin eine medizinische Praxis, um kranke Frauen zu behandeln. Nach neun Jahren schloss sie die Praxis, da nur wenige Patientinnen, vornehmlich Frauen ausländischer  Prediger die Klinik besuchten. Als strenggläubige Christin beteiligte sie sich an der Missionsarbeit in Japan. Ebenso bildete sie Krankenschwestern an den großen japanischen Krankenhäusern in Anatomie aus.
Kei Okami erkrankte an Brustkrebs, woran sie 1941 im Alter von 83 Jahren starb. Sie hatte eine Tochter und einen Sohn. Ihr Enkel Yoshiro Okami ist Professor an der Universität Hokkaidō.